# Athlétisme aux Jeux olympiques d'été de 1972, résultats détaillés
Pour les podiums, voir Athlétisme aux Jeux olympiques d'été de 1972

## Sprint

### 100 mètres hommes
| Rang | Athlète             | Pays                 | Performance |
| ---- | ------------------- | -------------------- | ----------- |
| 1    | Valeri Borzov       | Union soviétique     | 10 s 14     |
| 2    | Robert Taylor       | États-Unis           | 10 s 24     |
| 3    | Lennox Miller       | Jamaïque             | 10 s 33     |
| 4    | Aleksandr Kornelyuk | Union soviétique     | 10 s 36     |
| 5    | Michael Fray        | Jamaïque             | 10 s 40     |
| 6    | Jobst Hirscht       | Allemagne de l'Ouest | 10 s 40     |
| 7    | Zenon Nowosz        | Pologne              | 10 s 46     |
|      | Hasely Crawford     | Trinité-et-Tobago    | ab.         |

### 100 mètres femmes
| Rang | Athlète          | Pays                 | Performance  |
| ---- | ---------------- | -------------------- | ------------ |
| 1    | Renate Stecher   | Allemagne de l'Est   | 11 s 07 (RM) |
| 2    | Raelene Boyle    | Australie            | 11 s 23      |
| 3    | Silvia Chibás    | Cuba                 | 11 s 24      |
| 4    | Iris Davis       | États-Unis           | 11 s 32      |
| 5    | Annegret Richter | Allemagne de l'Ouest | 11 s 38      |
| 6    | Alice Annum      | Ghana                | 11 s 41      |
| 7    | Barbara Ferrell  | États-Unis           | 11 s 45      |
| 8    | Eva Glesková     | Tchécoslovaquie      | 12 s 48      |

### 200 mètres hommes
| Rang | Athlète            | Pays                 | Performance |
| ---- | ------------------ | -------------------- | ----------- |
| 1    | Valeri Borzov      | Union soviétique     | 20 s 00     |
| 2    | Larry Black        | États-Unis           | 20 s 19     |
| 3    | Pietro Mennea      | Italie               | 20 s 30     |
| 4    | Larry Burton       | États-Unis           | 20 s 37     |
| 5    | Chuck Smith        | États-Unis           | 20 s 55     |
| 6    | Siegfried Schenke  | Allemagne de l'Est   | 20 s 56     |
| 7    | Martin Jellinghaus | Allemagne de l'Ouest | 20 s 65     |
| 8    | Hans-Joachim Zenk  | Allemagne de l'Est   | 21 s 05     |

### 200 mètres femmes
| Rang | Athlète           | Pays                 | Performance  |
| ---- | ----------------- | -------------------- | ------------ |
| 1    | Renate Stecher    | Allemagne de l'Est   | 22 s 40 (RM) |
| 2    | Raelene Boyle     | Australie            | 22 s 45      |
| 3    | Irena Szewinska   | Pologne              | 22 s 74      |
| 4    | Ellen Stropahl    | Allemagne de l'Est   | 22 s 75      |
| 5    | Annegret Kroniger | Allemagne de l'Ouest | 22 s 89      |
| 6    | Christina Heinich | Allemagne de l'Est   | 22 s 89      |
| 7    | Alice Annum       | Ghana                | 22 s 99      |
| 8    | Rose Allwood      | Jamaïque             | 23 s 11      |

### 400 mètres hommes
| Rang | Athlète                | Pays                 | Performance |
| ---- | ---------------------- | -------------------- | ----------- |
| 1    | Vincent Matthews       | États-Unis           | 44 s 66     |
| 2    | Wayne Collett          | États-Unis           | 44 s 80     |
| 3    | Julius Sang            | Kenya                | 44 s 92     |
| 4    | Charles Asati          | Kenya                | 45 s 13     |
| 5    | Horst-Rüdiger Schlöske | Allemagne de l'Ouest | 45 s 31     |
| 6    | Markku Kukkoaho        | Finlande             | 45 s 49     |
| 7    | Karl Honz              | Allemagne de l'Ouest | 45 s 68     |
|      | John Smith             | États-Unis           | ab.         |

### 400 mètres femmes
| Rang | Athlète          | Pays                 | Performance  |
| ---- | ---------------- | -------------------- | ------------ |
| 1    | Monika Zehrt     | Allemagne de l'Est   | 51 s 08 (RO) |
| 2    | Rita Wilden      | Allemagne de l'Ouest | 51 s 21      |
| 3    | Kathy Hammond    | États-Unis           | 51 s 64      |
| 4    | Helga Seidler    | Allemagne de l'Est   | 51 s 86      |
| 5    | Mable Fergerson  | États-Unis           | 51 s 96      |
| 6    | Charlene Rendina | États-Unis           | 51 s 99      |
| 7    | Dagmar Käsling   | Allemagne de l'Est   | 52 s 19      |
| 8    | Györgyi Balogh   | Hongrie              | 52 s 39      |

## Course de demi-fond

### 800 mètres hommes
| Rang | Athlète            | Pays                 | Performance  |
| ---- | ------------------ | -------------------- | ------------ |
| 1    | Dave Wottle        | États-Unis           | 1 min 45 s 9 |
| 2    | Yevhen Arzhanov    | Union soviétique     | 1 min 45 s 9 |
| 3    | Mike Boit          | Kenya                | 1 min 46 s 0 |
| 4    | Franz-Josef Kemper | Allemagne de l'Ouest | 1 min 46 s 5 |
| 5    | Robert Ouko        | Kenya                | 1 min 46 s 5 |
| 6    | Andrew Carter      | Royaume-Uni          | 1 min 46 s 6 |
| 7    | Andrzej Kupczyk    | Pologne              | 1 min 47 s 1 |
| 8    | Dieter Fromm       | Allemagne de l'Est   | 1 min 48 s 0 |

### 800 mètres femmes
| Rang | Athlète             | Pays                 | Performance       |
| ---- | ------------------- | -------------------- | ----------------- |
| 1    | Hildegard Falck     | Allemagne de l'Ouest | 1 min 58 s 6 (RO) |
| 2    | Nijole Sabaite      | Union soviétique     | 1 min 58 s 7      |
| 3    | Gunhild Hoffmeister | Allemagne de l'Est   | 1 min 59 s 2      |
| 4    | Svetla Zlateva      | Bulgarie             | 1 min 59 s 7      |
| 5    | Vera Nikolic        | Yougoslavie          | 2 min 00 s 0      |
| 6    | lleana Silai        | Roumanie             | 2 min 00 s 0      |
| 7    | Rosemary Stirling   | Royaume-Uni          | 2 min 00 s 2      |
| 8    | Abigail Hoffman     | Canada               | 2 min 00 s 2      |

### 1 500 mètres hommes
| Rang | Athlète             | Pays                 | Performance  |
| ---- | ------------------- | -------------------- | ------------ |
| 1    | Pekka Vasala        | Finlande             | 3 min 36 s 3 |
| 2    | Kipchoge Keino      | Kenya                | 3 min 36 s 8 |
| 3    | Rod Dixon           | Nouvelle-Zélande     | 3 min 37 s 5 |
| 4    | Mike Boit           | Kenya                | 3 min 38 s 4 |
| 5    | Brendan Foster      | Royaume-Uni          | 3 min 39 s 0 |
| 6    | Herman Mignon       | Belgique             | 3 min 39 s 1 |
| 7    | Paul-Heinz Wellmann | Allemagne de l'Ouest | 3 min 40 s 1 |
| 8    | Vladimir Panteley   | Union soviétique     | 3 min 40 s 2 |

### 1 500 mètres femmes
| Rang | Athlète             | Pays               | Performance       |
| ---- | ------------------- | ------------------ | ----------------- |
| 1    | Lyudmila Bragina    | Union soviétique   | 4 min 01 s 4 (RM) |
| 2    | Gunhild Hoffmeister | Allemagne de l'Est | 4 min 02 s 8      |
| 3    | Paola Cacchi        | Italie             | 4 min 02 s 9      |
| 4    | Karin Burneleit     | Allemagne de l'Est | 4 min 04 s 1      |
| 5    | Sheila Carey        | Royaume-Uni        | 4 min 04 s 8      |
| 6    | Ilja Keizer         | Pays-Bas           | 4 min 05 s 1      |
| 7    | Tamara Pangelova    | Union soviétique   | 4 min 06 s 5      |
| 8    | Jennifer Orr        | Australie          | 4 min 12 s 2      |

## Course de fond

### 5 000 mètres hommes
| Rang | Athlète           | Pays                 | Performance        |
| ---- | ----------------- | -------------------- | ------------------ |
| 1    | Lasse Virén       | Finlande             | 13 min 26 s 4 (RO) |
| 2    | Mohammed Gammoudi | Tunisie              | 13 min 27 s 4      |
| 3    | Ian Stewart       | Royaume-Uni          | 13 min 27 s 6      |
| 4    | Steve Prefontaine | États-Unis           | 13 min 28 s 4      |
| 5    | Emiel Puttemans   | Belgique             | 13 min 30 s 8      |
| 6    | Harald Norpoth    | Allemagne de l'Ouest | 13 min 32 s 6      |
| 7    | Per Halle         | Norvège              | 13 min 34 s 4      |
| 8    | Nikolay Sviridov  | Union soviétique     | 13 min 39 s 4      |

### 10 000 mètres hommes
| Rang | Athlète           | Pays        | Performance        |
| ---- | ----------------- | ----------- | ------------------ |
| 1    | Lasse Virén       | Finlande    | 27 min 38 s 4 (RM) |
| 2    | Emiel Puttemans   | Belgique    | 27 min 39 s 6      |
| 3    | Miruts Yifter     | Éthiopie    | 27 min 41 s 0      |
| 4    | Mariano Haro      | Espagne     | 27 min 48 s 2      |
| 5    | Frank Shorter     | États-Unis  | 27 min 51 s 4      |
| 6    | David Bedford     | Royaume-Uni | 28 min 05 s 4      |
| 7    | Daniel Korica     | Yougoslavie | 28 min 15 s 2      |
| 8    | Abdelkader Zaddem | Tunisie     | 28 min 18 s 2      |

## Courses de haies

### 100 mètres haies femmes
| Rang | Athlète            | Pays               | Performance  |
| ---- | ------------------ | ------------------ | ------------ |
| 1    | Annelie Ehrhardt   | Allemagne de l'Est | 12 s 59 (RM) |
| 2    | Valeria Bufanu     | Roumanie           | 12 s 84      |
| 3    | Karin Balzer       | Allemagne de l'Est | 12 s 90      |
| 4    | Pamela Ryan        | Australie          | 12 s 98      |
| 5    | Teresa Nowak       | Pologne            | 13 s 17      |
| 6    | Danuta Straszynska | Pologne            | 13 s 18      |
| 7    | Annerose Krumpholz | Allemagne de l'Est | 13 s 27      |
| 8    | Grazyna Rabsztyn   | Pologne            | 13 s 44      |

### 110 mètres haies hommes
| Rang | Athlète           | Pays               | Performance  |
| ---- | ----------------- | ------------------ | ------------ |
| 1    | Rodney Milburn    | États-Unis         | 13 s 24 (RM) |
| 2    | Guy Drut          | France             | 13 s 34      |
| 3    | Thomas Hill       | États-Unis         | 13 s 48      |
| 4    | Willie Davenport  | États-Unis         | 13 s 50      |
| 5    | Frank Siebeck     | Allemagne de l'Est | 13 s 71      |
| 6    | Leszek Wodzynski  | Pologne            | 13 s 71      |
| 7    | Lubomír Nádenícek | Tchécoslovaquie    | 13 s 76      |
| 8    | Petr Cech         | Tchécoslovaquie    | 13 s 86      |

### 400 mètres haies hommes
| Rang | Athlète            | Pays                 | Performance  |
| ---- | ------------------ | -------------------- | ------------ |
| 1    | John Akii-Bua      | Ouganda              | 47 s 82 (RM) |
| 2    | Ralph Mann         | États-Unis           | 48 s 51      |
| 3    | David Hemery       | Royaume-Uni          | 48 s 52      |
| 4    | James Seymour      | États-Unis           | 48 s 64      |
| 5    | Rainer Schubert    | Allemagne de l'Ouest | 49 s 65      |
| 6    | Yauhen Hauvrylenka | Union soviétique     | 49 s 66      |
| 7    | Stavros Tziortzis  | Grèce                | 49 s 66      |
| 8    | Yuri Zorin         | Union soviétique     | 50 s 25      |

### 3 000 mètres steeple hommes
| Rang | Athlète              | Pays             | Performance       |
| ---- | -------------------- | ---------------- | ----------------- |
| 1    | Kipchoge Keino       | Kenya            | 8 min 23 s 6 (RO) |
| 2    | Ben Jipcho           | Kenya            | 8 min 24 s 6      |
| 3    | Tapio Kantanen       | Finlande         | 8 min 24 s 8      |
| 4    | Bronisław Malinowski | Pologne          | 8 min 28 s 0      |
| 5    | Dušan Moravčík       | Tchécoslovaquie  | 8 min 29 s 2      |
| 6    | Amos Biwott          | Kenya            | 8 min 33 s 6      |
| 7    | Romualdas Bite       | Union soviétique | 8 min 34 s 6      |
| 8    | Pekka Päivärinta     | Finlande         | 8 min 37 s 2      |

## Relais

### 4 × 100 mètres hommes
| Rang | Athlètes                                                           | Pays                 | Performance  |
| ---- | ------------------------------------------------------------------ | -------------------- | ------------ |
| 1    | Larry Black Robert Taylor Gerald Tinker Edward Hart                | États-Unis           | 38 s 19 (RM) |
| 2    | Aleksandr Kornelyuk Vladimir Lovetsky Juris Silovs Valeriy Borzov  | Union soviétique     | 38 s 50      |
| 3    | Jobst Hirscht Karlheinz Klotz Gerhard Wucherer Klaus Ehl           | Allemagne de l'Ouest | 38 s 79      |
| 4    | Jaroslav Matoušek Juraj Demeč Jiří Kynos Luděk Bohman              | Tchécoslovaquie      | 38 s 82      |
| 5    | Manfred Kokot Bernd Borth Hans-Jürgen Bombach Siegfried Schenke    | Allemagne de l'Est   | 38 s 90      |
| 6    | Stanisław Wagner Tadeusz Cuch Jerzy Czerbniak Zenon Nowosz         | Pologne              | 39 s 03      |
| 7    | Patrick Bourbeillon Jean-Pierre Grès Gérard Fenouil Bruno Cherrier | France               | 39 s 14      |
| 8    | Vincenzo Guerini Ennio Preatoni Luigi Benedetti Pietro Mennea      | Italie               | 39 s 14      |

### 4 × 100 mètres femmes
| Rang | Athlètes                                                                | Pays                 | Performance  |
| ---- | ----------------------------------------------------------------------- | -------------------- | ------------ |
| 1    | Christiane Krause Ingrid Mickler Annegret Richter Heidemarie Rosendahl  | Allemagne de l'Ouest | 42 s 81 (RM) |
| 2    | Evelin Kaufer Christina Heinich Bärbel Struppert Renate Stecher         | Allemagne de l'Est   | 42 s 95      |
| 3    | Marlene Elejalde Carmen Valdés Fulgencia Romay Silvia Chibás            | Cuba                 | 43 s 36      |
| 4    | Martha Watson Matteline Render Mildrette Netter Iris Davis              | États-Unis           | 43 s 39      |
| 5    | Marina Sidorova Galina Bukharina Ludmila Zharkova Nadezhda Besfamilnaya | Union soviétique     | 43 s 59      |
| 6    | Maureen Caird Raelene Boyle Marion Hoffman Penelope Gillies             | Australie            | 43 s 61      |
| 7    | Andrea Lynch Della Pascoe Judith Vernon Anita Neil                      | Royaume-Uni          | 43 s 71      |
| 8    | Helena Kerner Barbara Bakulin Urszula Jóźwik Danuta Jędrejek            | Pologne              | 44 s 20      |

### 4 × 400 mètres hommes
| Rang | Athlètes                                                           | Pays                 | Performance  |
| ---- | ------------------------------------------------------------------ | -------------------- | ------------ |
| 1    | Charles Asati Hezahiah Nyamau Robert Ouko Julius Sang              | Kenya                | 2 min 59 s 8 |
| 2    | Martin Reynolds Alan Pascoe David Hemery David Jenkins             | Royaume-Uni          | 3 min 00 s 5 |
| 3    | Gilles Bertould Daniel Velasques Francis Kerbiriou Jacques Carette | France               | 3 min 00 s 7 |
| 4    | Bernd Herrmann Horst-Rüdiger Schlöske Hermann Köhler Karl Honz     | Allemagne de l'Ouest | 3 min 00 s 9 |
| 5    | Jan Werner Jan Balachowski Zbigniew Jaremski Andrzej Badeński      | Pologne              | 3 min 01 s 1 |
| 6    | Stig Lönnqvist Ari Salin Ossi Karttunen Markku Kukkoaho            | Finlande             | 3 min 01 s 1 |
| 7    | Eric Carlgren Anders Faager Kenth Öhman Ulf Rönner                 | Suède                | 3 min 02 s 6 |
| 8    | Arthur Cooper Pat Marshall Charles Joseph Edwin Roberts            | Trinité-et-Tobago    | 3 min 03 s 6 |

### 4 × 400 mètres femmes
| Rang | Athlètes                                                                 | Pays                 | Performance       |
| ---- | ------------------------------------------------------------------------ | -------------------- | ----------------- |
| 1    | Dagmar Käsling Rita Kühne Helga Seidler Monika Zehrt                     | Allemagne de l'Est   | 3 min 23 s 0 (RM) |
| 2    | Mable Fergerson Madeline Manning Cheryl Toussaint Kathy Hammond          | États-Unis           | 3 min 25 s 2      |
| 3    | Anette Rückes Inge Bödding Hildegard Falck Rita Wilden                   | Allemagne de l'Ouest | 3 min 26 s 5      |
| 4    | Martine Duvivier Colette Besson Bernadette Martin Nicole Duclos          | France               | 3 min 27 s 5      |
| 5    | Verona Bernard Janet Simpson Janette Roscoe Rosemary Stirling            | Royaume-Uni          | 3 min 28 s 7      |
| 6    | Alison Rose-Edwards Raelene Boyle Cheryl Peasley Charlene Rendina        | Australie            | 3 min 28 s 8      |
| 7    | Marika Eklund Pirjo Wilmi Tuula Rautanen Mona-Lisa Strandvall            | Finlande             | 3 min 29 s 4      |
| 8    | Lyubov Runtso Olga Syrovatskaya Natalya Chistyakova Nadezhda Kolesnikova | Union soviétique     | 3 min 31 s 9      |

## Courses sur route

### Marathon hommes
| Rang | Athlète          | Pays             | Performance       |
| ---- | ---------------- | ---------------- | ----------------- |
| 1    | Frank Shorter    | États-Unis       | 2 h 12 min 19 s 8 |
| 2    | Karel Lismont    | Belgique         | 2 h 14 min 31 s 8 |
| 3    | Mamo Wolde       | Éthiopie         | 2 h 15 min 08 s 4 |
| 4    | Kenneth Moore    | États-Unis       | 2 h 15 min 39 s 8 |
| 5    | Kenji Kimihara   | Japon            | 2 h 16 min 27 s 0 |
| 6    | Ron Hill         | Royaume-Uni      | 2 h 16 min 30 s 6 |
| 7    | Donald MacGregor | Royaume-Uni      | 2 h 16 min 34 s 4 |
| 8    | Jack Foster      | Nouvelle-Zélande | 2 h 16 min 56 s 2 |

### 20 km marche hommes
| Rang | Athlète              | Pays               | Performance       |
| ---- | -------------------- | ------------------ | ----------------- |
| 1    | Peter Frenkel        | Allemagne de l'Est | 1 h 26 min 42 s 4 |
| 2    | Volodymyr Holubnychy | Union soviétique   | 1 h 26 min 55 s 2 |
| 3    | Hans-Georg Reimann   | Allemagne de l'Est | 1 h 27 min 16 s 6 |
| 4    | Gerhard Sperling     | Allemagne de l'Est | 1 h 27 min 55 s 0 |
| 5    | Mykola Smaha         | Union soviétique   | 1 h 28 min 16 s 6 |
| 6    | Vincent Nihill       | Royaume-Uni        | 1 h 28 min 44 s 4 |
| 7    | Jan Ornoch           | Pologne            | 1 h 32 min 01 s 6 |
| 8    | Vittorio Visini      | Italie             | 1 h 32 min 30 s 0 |

### 50 km marche hommes
| Rang | Athlète             | Pays                 | Performance            |
| ---- | ------------------- | -------------------- | ---------------------- |
| 1    | Bernd Kannenberg    | Allemagne de l'Ouest | 3 h 56 min 11 s 6 (RM) |
| 2    | Veniamin Soldatenko | Union soviétique     | 3 h 58 min 24 s 0      |
| 3    | Larry Young         | États-Unis           | 4 h 00 min 46 s 0      |
| 4    | Otto Barch          | Union soviétique     | 4 h 01 min 35 s 4      |
| 5    | Peter Selzer        | Allemagne de l'Est   | 4 h 04 min 05 s 4      |
| 6    | Gerhard Weidner     | Allemagne de l'Ouest | 4 h 06 min 26 s 0      |
| 7    | Vittorio Visini     | Italie               | 4 h 08 min 31 s 4      |
| 8    | Gabriel Hernández   | Mexique              | 4 h 12 min 09 s 0      |

## Sauts

### Saut en hauteur hommes
| Rang | Athlète          | Pays                 | Performance |
| ---- | ---------------- | -------------------- | ----------- |
| 1    | Jüri Tarmak      | Union soviétique     | 2,23 m      |
| 2    | Stefan Junge     | Allemagne de l'Est   | 2,21 m      |
| 3    | Dwight Stones    | États-Unis           | 2,21 m      |
| 4    | Hermann Magerl   | Allemagne de l'Ouest | 2,18 m      |
| 5    | Ádám Szepesi     | Hongrie              | 2,18 m      |
| 6    | István Major     | Hongrie              | 2,15 m      |
| 6    | John Beers       | Canada               | 2,15 m      |
| 8    | Rustam Akhmyetov | Union soviétique     | 2,15 m      |

### Saut en hauteur femmes
| Rang | Athlète            | Pays                 | Performance |
| ---- | ------------------ | -------------------- | ----------- |
| 1    | Ulrike Meyfarth    | Allemagne de l'Ouest | 1,92 m (RM) |
| 2    | Yordanka Blagoeva  | Bulgarie             | 1,88 m      |
| 3    | Ilona Gusenbauer   | Autriche             | 1,88 m      |
| 4    | Barbara Inkpen     | Royaume-Uni          | 1,85 m      |
| 5    | Rita Schmidt       | Allemagne de l'Est   | 1,85 m      |
| 6    | Sara Simeoni       | Italie               | 1,85 m      |
| 7    | Rosemarie Witschas | Allemagne de l'Est   | 1,85 m      |
| 8    | Deborah Brill      | Canada               | 1,82 m      |

### Saut à la perche hommes
| Rang | Athlète             | Pays                 | Performance |
| ---- | ------------------- | -------------------- | ----------- |
| 1    | Wolfgang Nordwig    | Allemagne de l'Est   | 5,50 m (RO) |
| 2    | Bob Seagren         | États-Unis           | 5,40 m      |
| 3    | Jan Johnson         | États-Unis           | 5,35 m      |
| 4    | Reinhard Kuretzky   | Allemagne de l'Ouest | 5,30 m      |
| 5    | Bruce Simpson       | Canada               | 5,20 m      |
| 6    | Volker Ohl          | Allemagne de l'Ouest | 5,20 m      |
| 7    | Hans Lagerqvist     | Suède                | 5,20 m      |
| 8    | François Tracanelli | France               | 5,10 m      |

### Saut en longueur hommes
| Rang | Athlète            | Pays                 | Performance |
| ---- | ------------------ | -------------------- | ----------- |
| 1    | Randy Williams     | États-Unis           | 8,24 m      |
| 2    | Hans Baumgartner   | Allemagne de l'Ouest | 8,18 m      |
| 3    | Arnie Robinson     | États-Unis           | 8,03 m      |
| 4    | Joshua Owusu       | Ghana                | 8,01 m      |
| 5    | Preston Carrington | États-Unis           | 7,99 m      |
| 6    | Max Klauß          | Allemagne de l'Est   | 7,96 m      |
| 7    | Alan Lerwill       | Royaume-Uni          | 7,91 m      |
| 8    | Leonid Barkovsky   | Union soviétique     | 7,75 m      |

### Saut en longueur femmes
| Rang | Athlète              | Pays                 | Performance |
| ---- | -------------------- | -------------------- | ----------- |
| 1    | Heidemarie Rosendahl | Allemagne de l'Ouest | 6,78 m      |
| 2    | Diana Jorgova        | Bulgarie             | 6,77 m      |
| 3    | Eva Šuranová         | Tchécoslovaquie      | 6,67 m      |
| 4    | Marcia Garbey        | Cuba                 | 6,52 m      |
| 5    | Heidi Schüller       | Allemagne de l'Ouest | 6,51 m      |
| 6    | Meta Antenen         | Suisse               | 6,49 m      |
| 7    | Viorica Viscopoleanu | Roumanie             | 6,48 m      |
| 8    | Margrit Olfert       | Allemagne de l'Est   | 6,46 m      |

### Triple saut hommes
| Rang | Athlète             | Pays               | Performance |
| ---- | ------------------- | ------------------ | ----------- |
| 1    | Viktor Saneïev      | Union soviétique   | 17,35 m     |
| 2    | Jörg Drehmel        | Allemagne de l'Est | 17,31 m     |
| 3    | Nelson Prudencio    | Brésil             | 17,05 m     |
| 4    | Carol Corbu         | Roumanie           | 16,85 m     |
| 5    | John Craft          | États-Unis         | 16,83 m     |
| 6    | Mansour Dia         | Sénégal            | 16,83 m     |
| 7    | Michal Joachimowski | Pologne            | 16,69 m     |
| 8    | Kristen Fløgstad    | Norvège            | 16,44 m     |

## Lancers

### Lancer du poids hommes
| Rang | Athlète              | Pays                 | Performance  |
| ---- | -------------------- | -------------------- | ------------ |
| 1    | Wladyslaw Komar      | Pologne              | 21,18 m (RO) |
| 2    | George Woods         | États-Unis           | 21,17 m      |
| 3    | Hartmut Briesenick   | Allemagne de l'Est   | 21,14 m      |
| 4    | Hans-Peter Gies      | Allemagne de l'Est   | 21,14 m      |
| 5    | Al Feuerbach         | États-Unis           | 21,01 m      |
| 6    | Brian Oldfield       | États-Unis           | 20,91 m      |
| 7    | Heinfried Birlenbach | Allemagne de l'Ouest | 20,37 m      |
| 8    | Vilmos Varjú         | Hongrie              | 20,10 m      |

### Lancer du poids femmes
| Rang | Athlète            | Pays               | Performance  |
| ---- | ------------------ | ------------------ | ------------ |
| 1    | Nadezhda Chizhova  | Union soviétique   | 21,03 m (RM) |
| 2    | Margitta Gummel    | Allemagne de l'Est | 20,22 m      |
| 3    | Ivanka Hristova    | Bulgarie           | 19,35 m      |
| 4    | Esfir Dolzhenko    | Union soviétique   | 19,24 m      |
| 5    | Marianne Adam      | Allemagne de l'Est | 18,94 m      |
| 6    | Marita Lange       | Allemagne de l'Est | 18,85 m      |
| 7    | Helena Fibingerová | Tchécoslovaquie    | 18,81 m      |
| 8    | Jelena Stojanova   | Bulgarie           | 18,34 m      |

### Lancer du disque hommes
| Rang | Athlète        | Pays               | Performance |
| ---- | -------------- | ------------------ | ----------- |
| 1    | Ludvík Danek   | Tchécoslovaquie    | 64,40 m     |
| 2    | Jay Silvester  | États-Unis         | 63,50 m     |
| 3    | Ricky Bruch    | Suède              | 63,40 m     |
| 4    | John Powell    | États-Unis         | 62,82 m     |
| 5    | Géza Fejér     | Hongrie            | 62,62 m     |
| 6    | Detlef Thorith | Allemagne de l'Est | 62,42 m     |
| 7    | Ferenc Tégla   | Hongrie            | 60,60 m     |
| 8    | Tim Vollmer    | États-Unis         | 60,24 m     |

### Lancer du disque femmes
| Rang | Athlète            | Pays                 | Performance  |
| ---- | ------------------ | -------------------- | ------------ |
| 1    | Faïna Melnyk       | Union soviétique     | 66,62 m (RO) |
| 2    | Argentina Menis    | Roumanie             | 65,06 m      |
| 3    | Vasilka Stoeva     | Bulgarie             | 64,34 m      |
| 4    | Tamara Danilova    | Union soviétique     | 62,86 m      |
| 5    | Liesel Westermann  | Allemagne de l'Ouest | 62,18 m      |
| 6    | Gabriele Hinzmann  | Allemagne de l'Est   | 61,72 m      |
| 7    | Carmen Ionescu     | Roumanie             | 60,42 m      |
| 8    | Lyudmila Muravyova | Union soviétique     | 59,00 m      |

### Lancer du marteau hommes
| Rang | Athlète             | Pays                 | Performance  |
| ---- | ------------------- | -------------------- | ------------ |
| 1    | Anatoliy Bondarchuk | Union soviétique     | 75,50 m (RO) |
| 2    | Jochen Sachse       | Allemagne de l'Est   | 74,96 m      |
| 3    | Vasili Khmelevski   | Union soviétique     | 74,04 m      |
| 4    | Uwe Beyer           | Allemagne de l'Ouest | 71,52 m      |
| 5    | Gyula Zsivótzky     | Hongrie              | 71,38 m      |
| 6    | Sándor Eckschmiedt  | Hongrie              | 71,20 m      |
| 7    | Edwin Klein         | Allemagne de l'Ouest | 71,14 m      |
| 8    | Shigenobu Murofushi | Japon                | 70,88 m      |

### Lancer du javelot hommes
| Rang | Athlète          | Pays                 | Performance  |
| ---- | ---------------- | -------------------- | ------------ |
| 1    | Klaus Wolfermann | Allemagne de l'Ouest | 90,48 m (RO) |
| 2    | Jānis Lūsis      | Union soviétique     | 90,46 m      |
| 3    | William Schmidt  | États-Unis           | 84,42 m      |
| 4    | Hannu Siitonen   | Finlande             | 84,32 m      |
| 5    | Bjørn Grimnes    | Norvège              | 83,08 m      |
| 6    | Jorma Kinnunen   | Finlande             | 82,08 m      |
| 7    | Miklós Németh    | Hongrie              | 81,98 m      |
| 8    | Frederick Luke   | États-Unis           | 80,06 m      |

### Lancer du javelot femmes
| Rang | Athlète            | Pays               | Performance  |
| ---- | ------------------ | ------------------ | ------------ |
| 1    | Ruth Fuchs         | Allemagne de l'Est | 63,88 m (RO) |
| 2    | Jacqueline Todten  | Allemagne de l'Est | 62,54 m      |
| 3    | Kathy Schmidt      | États-Unis         | 59,94 m      |
| 4    | Ljoetvijan Mollova | Bulgarie           | 59,36 m      |
| 5    | Nataša Urbančič    | Yougoslavie        | 59,06 m      |
| 6    | Eva Janko          | Autriche           | 58,56 m      |
| 7    | Ewa Gryziecka      | Pologne            | 57,00 m      |
| 8    | Svetlana Korolyova | Union soviétique   | 56,36 m      |

## Épreuves combinées

### Décathlon hommes
| Rang | Athlète            | Pays               | Performance   |
| ---- | ------------------ | ------------------ | ------------- |
| 1    | Mykola Avilov      | Union soviétique   | 8454 pts (RM) |
| 2    | Leonid Lytvynenko  | Union soviétique   | 8035 pts      |
| 3    | Ryszard Katus      | Pologne            | 7984 pts      |
| 4    | Jeff Bennett       | États-Unis         | 7974 pts      |
| 5    | Stefan Schreyer    | Allemagne de l'Est | 7950 pts      |
| 6    | Freddy Herbrand    | Belgique           | 7947 pts      |
| 7    | Steen Smidt-Jensen | Danemark           | 7947 pts      |
| 8    | Tadeusz Janczenko  | Pologne            | 7861 pts      |

### Pentathlon femmes
| Rang | Athlète               | Pays                 | Performance    |
| ---- | --------------------- | -------------------- | -------------- |
| 1    | Mary Peters           | Royaume-Uni          | 4 801 pts (RM) |
| 2    | Heidemarie Rosendahl  | Allemagne de l'Ouest | 4 791 pts      |
| 3    | Burglinde Pollak      | Allemagne de l'Est   | 4 768 pts      |
| 4    | Christine Bodner      | Allemagne de l'Est   | 4 671 pts      |
| 5    | Valentina Tikhomirova | Union soviétique     | 4 597 pts      |
| 6    | NedjaIka Angelova     | Bulgarie             | 4 496 pts      |
| 7    | Karen Mack            | Allemagne de l'Ouest | 4 449 pts      |
| 8    | Ilona Bruzsenyák      | Hongrie              | 4 419 pts      |